# El Ingeniero Bailarín
Jainer Moisés Pinedo Vargas (Iquitos, 12 de octubre de 1989 - Chiclayo, 18 de agosto de 2024), conocido artísticamente como El Ingeniero Bailarín, fue una celebridad de Internet, se hizo popular en 2021 tras el éxito de la canción «No sé», interpretada por Explosión de Iquitos.

## Biografía
Jainer Moisés Pinedo Vargas nació el 12 de octubre de 1989 en Iquitos, Perú. Su camino a la popularidad comenzó en el 2020 durante la pandemia de COVID-19 de la mano con la agrupación musical Explosión de Iquitos. Su primer video viral fue una coreografía de la canción «No sé» de dicha banda.

### Fallecimiento
En agosto del 2024, Jainer Moisés fue derivado al Hospital Nacional Almanzor Aguinaga Asenjo de EsSalud en la ciudad de Chiclayo, Lambayeque, tras complicaciones por dengue. Su estado clínico se complicó con neumonía y derrame pleural, y a pesar de los esfuerzos médicos no logró recuperarse. El 18 de agosto del 2024, a la edad de 34 años falleció. Sus restos se encuentran en el cementerio Jardines del Edén en Iquitos.